# Long-tail båd
Long-tail båd, Long-tail boat, på thai-sprog Ruea Hang Yao (เรือหางยาว), oversat til dansk lang-halet båd, er en type vandbefordringsmiddel anvendt i Sydøstasien, primært Thailand, en lang kano-agtig åben træbåd med en bilmotor, ofte en genbrugt lastbilmotor, placeret bagerst til at drive propellen (skruen), der er monteret for enden af et flere meter langt metalrør. Motor og propelrør er fastgjort til en vippeanordning, så propellen kan løftes eller sænkes i vandet, og drejes 180-grader til siderne, så propellen tillige fungerer som ror. Fordelen ved indenbords motor er, at den kan holdes forholdsvis tør. Motoren er oftest meget støjende. Der kan være stor variation i udformning af bådene, nogle er helt åbne, mens andre kan have en overdækning til at skygge for sol og vejr.
Long-tail både anvendes både til fiskeri, godstransport og personbefordring – de senere år tillige som oplevelsesrig turist-sejlads – på såvel floder og søer, som åbent hav mellem øer, eller fastland og øer. Bådenes længde angives i antal kongs (spanter), en middelstor på 20 kongs, er omkring 9 meter lang og 2,5 meter bred. En båd på 25 kongs er 3 meter længere, og ½ meter bredere. En normal båd på omkring 2 ton, afhængig af trætype, tager 2 måneder at brygge for 3-4 arbejdere. Bådene bygges af hårdt løvtræ, merawan og meranti, som på thai er kendt som ta-khian og payom, nogle meget tætte og holdbare træsorter, der er utroligt modstandsdygtige over for maritim korrosion. Hvis træbåde bygget af merawan-træ passes og vedligeholdes, kan de holde 30 år eller længere. Bådenes træplanker fuges med bomuldsnor vædet i harpiks fra brødfrugttræ. Bådene kan opnå en ganske høj fart, mindst 15 knob (28 km/t). Nyere forskning har også vist, at overfladeborende propeller – som de primitivt udseende, der bruges på Long-tail både – faktisk er mere effektive end propeller helt nedsænket i vandet (en almindelig skibsskrue).

## Historie
Designet af den karakteristiske thai Long-tail båd strækker sig historisk langt tilbage og er forankret på tværs af Sydøstasien, hvor denne type træbåd var traditionel bådbygning dengang arabiske og indiske købmænd besejlede regionens kystnære farvande og anløb byer og øer, hvor man kunne handle værdifulde råvarer og perler. Den robuste træbåd blev drevet frem at et enkelt trekantet latinersejl, hvilket var en fordel med årstidernes passatvinde, og det gav også stor manøvredygtighed i lavvandede farvande. Gennem århundreder har bådtypen kun gennemgået relativt lille udvikling og tekniske fremskridt. Oprindeligt blev alle trædele presset ind på plads og holdt sammen af dyvler, og yderligere sikret med lim. Denne metode blev imidlertid erstattet af stålsøm i 1960'erne, hvilket gjorde bådbyggeriet hurtigere og nemmere, og motorer har erstattet sejl og høje årer til fremdrift.
Long-tail båd-konceptet, som det kendes i dag, blev udviklet af lokale folk i den midterste region af Thailand omkring 1937, som en billig og enkel løsning til at bygge motorisere både, der kunne anvendes i floder, kanaler og på åbent hav, hvor mennesker og gods skal transporteres gennem lavvandede vandveje. Idéen var at anvende almindeligt tilgængelige benzin eller diesel motorer, fastgjport til en lang stang til fremdrift og styring. Bådene blev hurtigt populære til kystnær transport, mindre industrielt fiskeri, og senere til befordring af turister. De er i dag et allestedsnærværende syn i thailandske floder og vandveje.
Long-tail både er ofte dekoreret med farvede stofstykker bundet til stævnen, nogen gange tillige blomster guirlander. Det bunder i den thailandske åndetro, og er der, for at gøre ånderne tilfredse, samt sikre en sikker søfart, eller en god fangst. I mere fjerntliggende fiskersamfund, hvor tro på det overnaturlige gennemsyrer næsten alle aspekter af livet, vil mange bådejere hver morgen hænge friske blomster på stævnen og afbrænde et par røgelsespinde. Mens kombinationen af farver på hver enkelt båd er ejerens valg, så er udsmykningen ment for at vise respekt for Mae Ya Nang, en kvindelig ånd, der antages at leve i selve båden. Thailandske fiskere kalder hende Bådenes Bedstemor, og hvis ofringerne overholdes, vil hun beskytte båden og skænke den held og lykke, samt garantere sikre rejser og gode fangster. Mange long-tail bådejere anser også bådstævnen som værende Buddhas hoved, velsignet af munke, og et urørligt område på båden – også for de turist-passagerer, der nogen gange må kæmpe sig gennem bølgernes brænding for at komme i land.
Før i tiden blev det sagt, at hvis man fældede Merawan-træ (ta-khian) og byggede hus af det, ville man ophidse træets skytsånd, en ung kvinde nang Ta-Khian, og dette ville medføre uheld eller død. I virkeligheden er denne historie måske blevet spredt, så merawan-træet kunne forbeholdes bådbyggeri.

## Fremtiden for Long-tail både
Thailands mest særprægede form for kystnær transport er i fare for at blive forældet. Siden 1989, hvor den thailandske regering forbød fældning af naturlige skove, medførte det mangel på den slags træ, der anvendes til bådbygning, hvorfor træet nu skal importeres fra andre lande som Burma og Malaysia. Med de senere års prisstigninger på importeret træ, har der været en drastisk nedgang i antallet af nybyggede både, da prisen på for en båd er steget kraftigt. Før forbuddet kostede en Long-tail båd få tusinde baht (thailandske penge), men omkring 2010 var prisen mangedoblet til over 200.000 baht (ca. 40.000 DKK), og det kun for træskroget, ikke inklusive motoren. I dag (2016) ligger prisen på omkring 400.000 baht (ca. 80.000 DKK). Det har medført at long-tail både nu i stigende grand deler vandene med speedbåde, og da disse både kan medtage flere passagerer, og kan sejle hurtigere, frister det mange turistguider til at udskifte de traditionelle Long-tail til mere moderne både. De høje nypriser har dog også medført, at mange ældre Long-tail både bliver renoveret og får nyt liv, i stedet for at blive lagt op.

## Foto galleri
- Long-tail både på Koh Poda stranden, Krabi
- Indenbords i en Long-tail båd
- Bådføreren (kaptajnen) ud for Koh Poda, Krabi
- Bådmotor (Chiang Rai, 2008)
- Bådmotorer (Bangkok, 2007)
- Long-tail både med turister i havet ved Phang Nga Bay, nær Phuket (2007)
- Long-tail båd i en af Bangkoks kanaler
- En handlende sejler rundt og sælger sine varer i Bangkoks kanaler (2007)
- Long-tail flod-taxi på Chao Phraya Floden i Bangkok (2009))
- Støjende, men hurtig privat vand-taxi i Bangkok (2012)
- Long-tail båd ved Phra Nang beach, Krabi (2012)
- Et flydende thai-køkken, Phra Nang beach, Krabi (2012)
- Long-tail båd ved Koh Kai, Krabi (2012)
- Private Long-tail både på Cheow Lan Lake i Khao Sok National Park, Surat Thani (2016)
- Long-tail båd anvendt til transport af byggematerialer og blandemaskine (Koh Samui, 2016)
- Long-tail båd lægger fra en strand under monsun-sæsonen (Koh Samui, 2012)